# Випробування чотирьох полюсів
Випробування чотирьох полюсів (англ. The Four Poles Challenge) – це випробування для шукачів пригод, метою якого є досягнення Північного полюса, Південного полюса, вершини гори Еверест та Безодні Челленджера.
Першою людиною, яка досягла всіх чотирьох точок, був Віктор Весково. Він зійшов на Еверест 24 травня 2010 року, дістався на лижах до географічного Південного полюса 14 січня 2016 року і до географічного Північного полюса разом з Еріком Ларсеном у квітні 2017 року та у 2019 році став четвертою людиною, яка спустилася до Безодні Челленджера.
Першою жінкою, яка досягла всіх чотирьох точок, стала Ванесса О'Браєн, яка піднялася на Еверест 19 травня 2012 року, на лижах дісталася географічного Південного полюса 15 грудня 2012 року разом зі Скоттом Вулумсом і до географічного Північного полюса 16 квітня 2013 року та у 2020 році стала другою жінкою, яка спустилася до Безодні Челленджера.